# 凱雷姆-哈太瑪尼姆

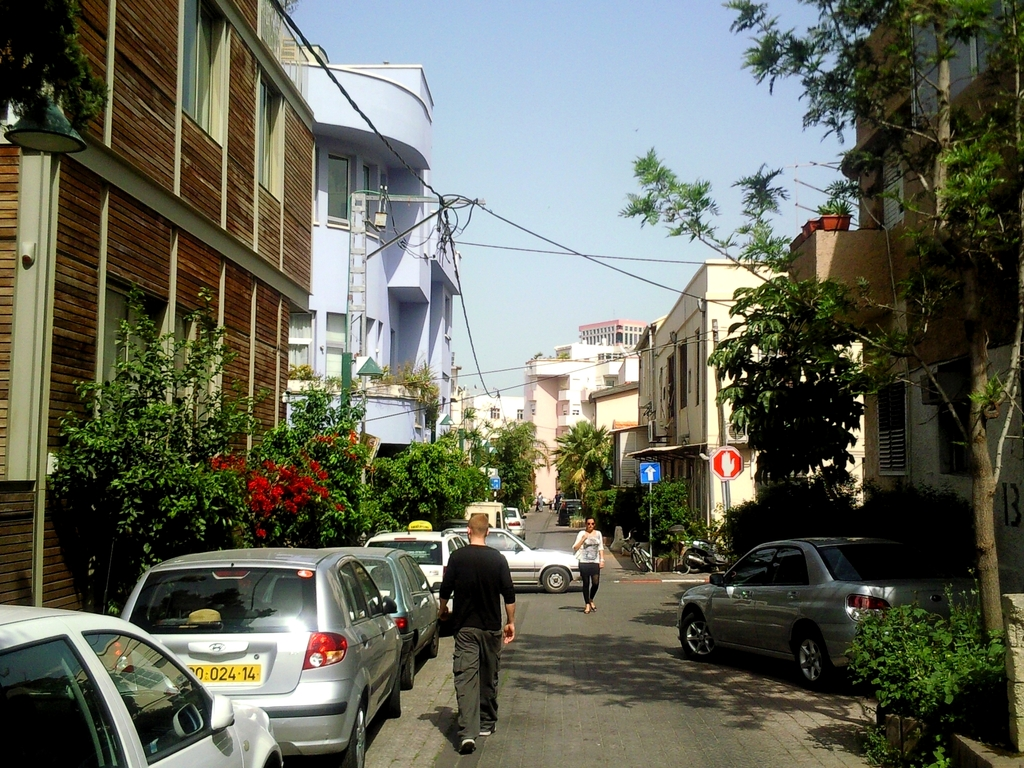
拉比阿奇巴街

凱雷姆-哈太瑪尼姆是以色列城市特拉維夫市中心的一個地區，緊鄰迦密市場。凱雷姆-哈太瑪尼姆自1906年開始由也門裔猶太人開始定居。